# Wald südöstlich Bürstadt
Wald südöstlich Bürstadt este o arie protejată (sit de importanță comunitară — SCI) din Germania întinsă pe o suprafață de 120,86 ha, integral pe uscat.

## Localizare
Centrul sitului Wald südöstlich Bürstadt este situat la coordonatele 49°37′22″N 8°29′33″E / 49.6228°N 8.4925°E.

## Înființare
Situl Wald südöstlich Bürstadt a fost declarat sit de importanță comunitară în noiembrie 2004 pentru a proteja un număr necunoscut de specii din flora spontană și fauna sălbatică aflate în arealul zonei.

## Biodiversitate
Situată în ecoregiunea continentală, aria protejată conține 2 habitate naturale: Păduri de fag Luzulo-Fagetum, Păduri de fag Asperulo-Fagetum.
La baza desemnării sitului se află un număr nedeclarat de specii protejate.